# Yuki Maraini
Yuki Maraini, registrada com a Luisa Maraini (Sapporo, 10 de juliol de 1939 - Rieti, 20 d'agost de 1995), va ser una músic, cantant i compositora italiana molt compromesa amb el feminisme.
Va ser una de les primeres a escriure cançons per al Moviment Feminista. Es va dedicar des dels seus inicis professionals a les composicions populars tradicionals, després a la vocalitat i finalment al cant lliure, arribant-se a establir com una pionera en el seu camp.

## Biografia
Yuki Maraini va néixer a Sapporo, Japó el 10 de juliol de 1939, filla de Topazia Alliata, princesa, pintora, escriptora i galerista, i Fosco Maraini, etnòleg. Va tenir dues germanes anomenades Dacia i Toni, ambdues escriptores.

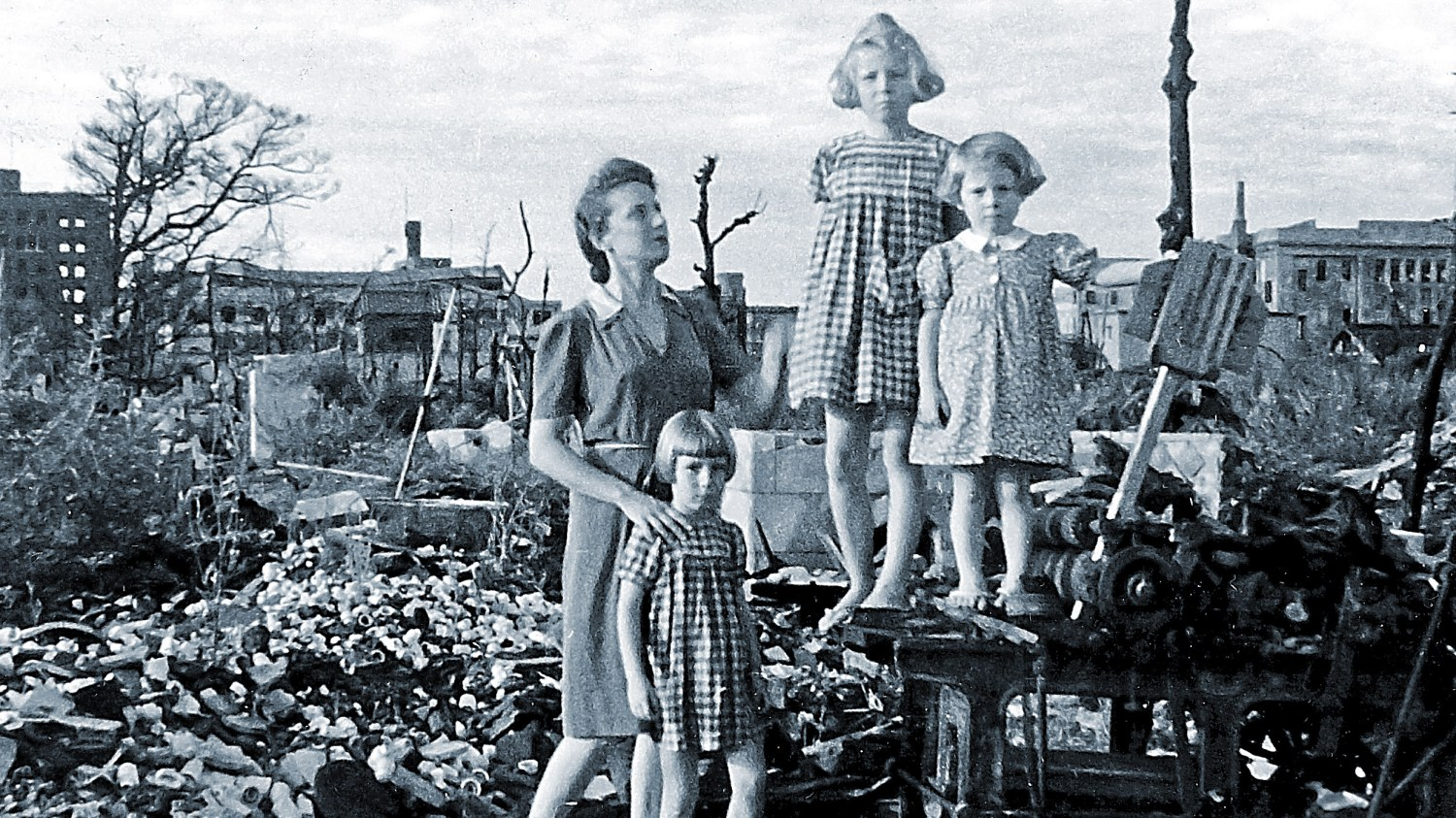
Yuki Maraini amb la seva mare Topazia Alliata i les seves germanes Dacia i Toni al final de la segona guerra mundial al camp de concentració de Nagoya al Japó. Era l'única dona i eren els únics infants estaven retinguts en aquest camp.

Acabada la Segona Guerra Mundial l'any 1946, va tornar a Itàlia juntament amb la seva família, a la terra natal dels seus familiars, i va viure a Villa Valguarnera. Yuki, literalment neu en japonès, no va poder-se registrar amb aquest nom a l'oficina de registre italiana, perquè el Reial Decret de 1939 exigia que els nounats no fossin anomenats amb noms estrangers, i per aquest motiu serà registrada amb el nom de Luisa. Yuki Maraini es va especialitzar en musicoteràpia, tema sobre el qual també va donar alguns cursos a Nova York.
El 1971 va escriure la música per a Manifesto del carcere (Manifest de la presó) dirigida per la seva germana Dacia Maraini que es va representar al Teatre Centocelle de Roma.
Fundadora del teatre feminista l'any 1973 juntament amb Maricla Boggio, Annabella Cerliani, la seva germana Dacia i altres dones artistes, el mateix any va estar al repartiment de la representació teatral La contessa e il cavolfiore (La comtessa i la coliflor) a Roma” El desembre del mateix any va ser una de les actrius de l'espectacle Mara Maria Marianna programat a Roma. Maraini va compartir escenari amb Lina Bernardi, Gianni Elsner, Giuliano Manetti, Alberto Pudìa i Saviana Scalfi, dirigits per Maricla Boggio. La representació va esdevenir-se al Teatro della Maddalena, un important espai de l'escena feminista de l'època.
El 1974 va participar juntament amb les artistes Olga Cappellini, Anita Marini, Sara Poli, Fortunata "Fufi" Sonnino al recital de cançons Le canzoni del disagio (Cançons incòmodes) dirigit per Laura Di Nola. El mateix any va comissariar i interpretar, juntament amb Anita Marini, la música de l'espectacle Ecce Homo, una comèdia escrita per Barbara Alberti. També l'any 1974 va escriure la música de La donna perfetta (La dona perfecta), un drama centrat en el tema de l'avortament, escrit per Dacia Maraini que, juntament amb Annabella Cerliani, també el va dirigir. L'estrena de l'espectacle, acompanyada d'un cert escàndol i èxit de públic, va tenir lloc a la Biennal de Venècia. Posteriorment, el 1975, l'espectacle va ser representat al Teatre Alessandro Bonci de Cesena on Yuki tocava la guitarra i n'era la narradora juntament amb Claudia Ricatti.
El gener del mateix any també produeix la música de Guglielmo e Marinella. Un uomo folle e una donna bella (Guglielmo e Marinella. Un home boig i una dona bella) per al Teatro della Maddalena, amb text de Viveca Melander, mentre que al febrer participa, també com a actriu i directora, a l'espectacle infantil Lo sciopero dei giocattoli (La vaga de les joguines). Altres espectacles per als quals va compondre i cantar, de nou per al Teatro della Maddalena, van ser Sorellanza (1975) i We are in Tante (1976).
Implicada amb el Moviment Feminista Romà, l'any 1975 va publicar l'àlbum i el llibre Canti delle donne in lotta (Cants de les dones en lluita) juntament amb Fufi Sonnino, per al que també va escriure algunes cançons, sota el segell I disco dello Zodiaco.
L'any següent, per a la mateixa discogràfica, es va publicar el segon volum de Canti delle donne in lotta amb algunes composicions fetes per Maraini. Ambdós LP van ser interpretats per Sonnino i Maraini i enregistrats a Nàpols. El 1975 va editar un LP titulat Siamo in tante... (En som tantes…), amb cançons de lluita feministes i cançons populars relacionades amb temes feministes. Amb el disc es va publicar un volum amb lletres de diverses cançons, tant populars com feministes.
Des de juny de 1976 crea la música de l'espectacle teatral Dialogo di una prostituta con un suo cliente (Diàleg d'una prostituta amb un dels seus clients), escrit i dirigit per la seva germana Dacia.
L'any 1979 va compondre les melodies per a l'actuació Suor Juana, de Dacia Maraini i per a Me da me stessa (Jo per mi mateixa, 1979), un estudi sobre la poesia d'Emily Dickinson, del qual es va ocupar tant de la lletra com de la música. Entre novembre i desembre de 1980 va ser la protagonista de l'espectacle Lezioni di schizophrenia (Lliçons d'esquizofrènua) per al Teatre La Maddalena de la capital italiana. També al desembre va actuar i dirigir Ipotesi vocale (Hipòtesi vocal) al Teatro Stabile de Torí, també representat a RomaL A més, en el mateix període, va produir la música de La pièce, dirigida per la seva germana Dacia.
Va compondre la música de l'espectacle Netočka, basat en la novel·la Netočka Nezvanova de Fiódor Dostoievski l'any 1985, també de la seva germana Dàcia.
Yuki Maraini va morir a Rieti el 20 d'agost de 1995 per complicacions de l'artritis reumatoide. Dos anys més tard, el febrer de 1997, va ser recordada al Teatro dell'Orologio de Roma en presència de la seva família i d'altres artistes com Elio Pecora, amb un vídeo editat per la seva filla Yoi. Per a l'ocasió, la ballarina Claudia Zaccari va ballar una peça de Maraini, mai publicada abans, titulada Lady Macbeth's Folly. A més, també l'any 1997, la seva música va ser utilitzada a Amèrica Llatina (Xile, Uruguai i Argentina) per a l'espectacle Le ragioni di Suor Juana (Els motius de sor Juana).

## Vida privada
Es va casar amb Enzo Manili, dissenyador, amb qui va tenir la seva filla Yoi (Gioia al registre civil) l'any 1961, també compositora i cantant, que en la seva joventut va compartir escenari amb la seva mare.

## Discografia

### Àlbums
- 1975 - Canti delle donne in lotta (amb Fufi Sonnino )
- 1975 - Siamo in tante... (amb Sara Poli, Amalia Goffredo, Fufi Sonnino, Antonietta Laterza )
- 1976 - Canti delle donne in lotta N.2 (amb Fufi Sonnino )

## Obres literàries
- Yuki Maraini (editat per). Siamo in tante.... (la condizione della donna nelle canzoni popolari e femministe: libro + disco) (en italià).  Savelli, 1975.

## Cançons compostes per Yuki Maraini
| Curs | Títol original                   | Títol traduït                     | Autors del text | Autors musicals             | Intèrprets | Nota   |
| ---- | -------------------------------- | --------------------------------- | --------------- | --------------------------- | ---------- | ------ |
| 1970 | Storia di una cosa               | Història d'una cosa               | Fufi Sonnino    | Yuki Maraini, Fufi Sonnino  |            | [ 24 ] |
| 1973 | Abortire                         | Avortar                           | Fufi Sonnino    | Yuki Maraini, Fufi Sonnino  |            | [ 25 ] |
| 1973 | Il mestiere più antico del mondo | La professió més antiga del món   | Fufi Sonnino    | Yuki Maraini, Fufi Sonnino  |            | [ 26 ] |
| 1974 | Ma verrà un giorno               | Però arribarà un dia              | Dacia Maraini   | Yuki Maraini, Fufi Sonnino  |            | [ 27 ] |
| 1974 | Tango della femminista           | Tango de la feminista             | Fufi Sonnino    | Yuki Maraini i Fufi Sonnino |            | [ 28 ] |
| 1974 | Ti ho visto là sul tavolo        | Et vaig veure allà sobre la taula | Dacia Maraini   |                             |            | [ 29 ] |
| 1975 | Otto marzo                       | Vuit de març                      | Dacia Maraini   | Fufi Sonnino, Yuki Maraini  |            | [ 30 ] |